# Mare Spumans
Mare Spumans (Mar escumós) és una mar lunar, localitzada al sud de la Mare Undarum, en la cara visible de la Lluna. És un dels llacs (lacus) elevats que es troben en la conca Crisium, una zona de 750 km de diàmetre que envolta la Mare Crisium. El material de la conca que envolta el mar és del Nectarià, mentre que el basalt intern és de l'Imbrià superior. El cràter Petit (abans anomenat Apollonius W), que es troba en la paret oest de la mar, és fàcilment visible, pel seu color blanc i el seu sistema de raigs.